# Egestorffshall

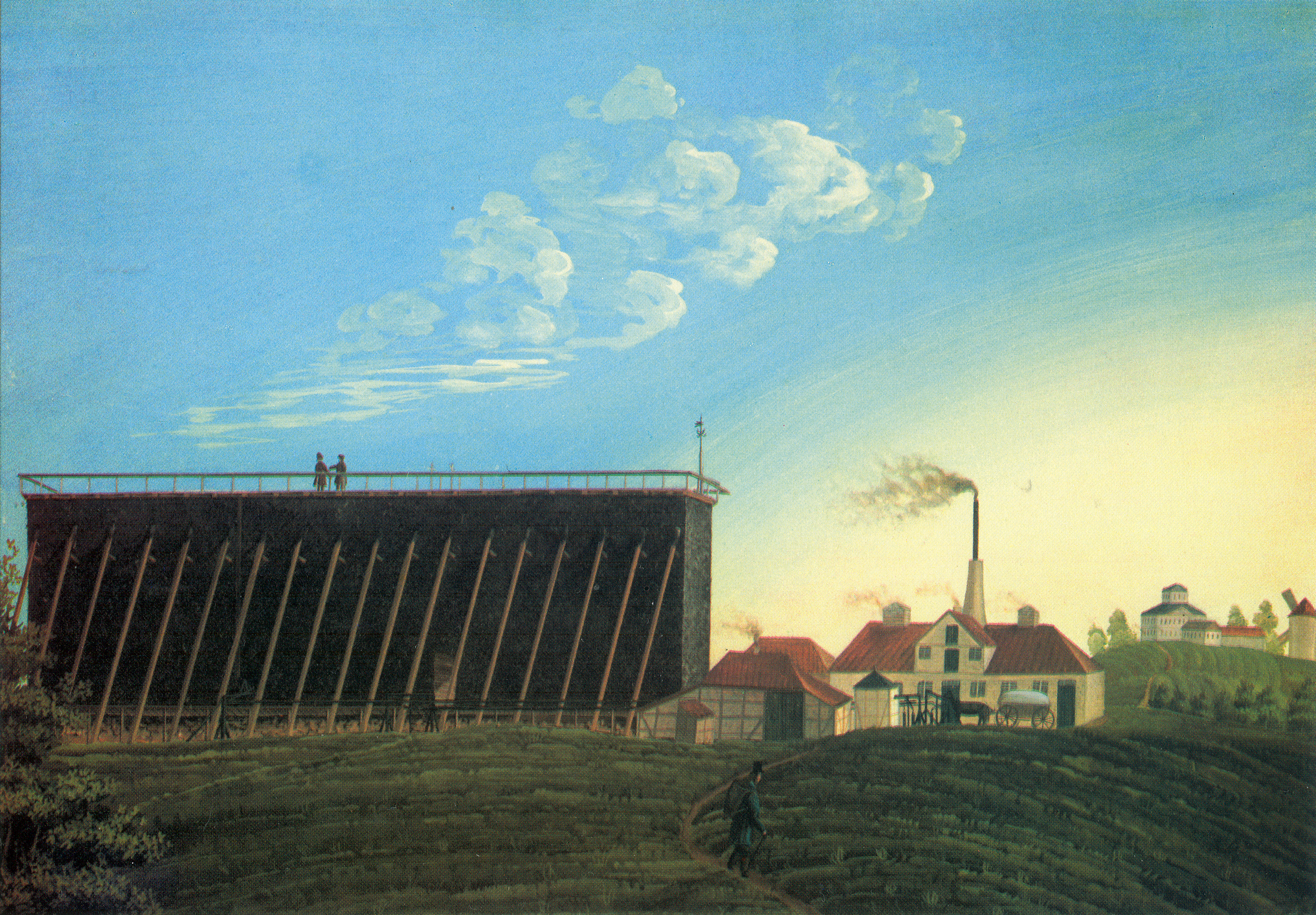
Um 1835: Die Saline Egestorffshall mit dem Gradierwerk auf Salzwiesen. Im Hintergrund der Lindener Berg mit der Windmühle und dem 1825 von Georg Ludwig Friedrich Laves für Johann Egestorff erbauten Berggasthaus;
Gouache als „Faksimile“ aus dem Hannover Archiv

Egestorffshall war der Name einer Solequelle mit Saline und einer angeschlossenen chemischen Fabrik zur Gewinnung von Kochsalz und anderen Chemikalien bei Hannover. Die Saline ist nach ihrem Eigentümer Georg Egestorff benannt worden, dessen erstes eigenes Unternehmen sie darstellte. Er selbst stieg bald zum „größten und erfolgreichsten Unternehmer im Königreich Hannover“ auf.
Die Quelle wurde drei Mal entdeckt und es dauerte über drei Jahrhunderte von der ersten schriftlichen Überlieferung, bis das seit dem Mittelalter durch die Stadt Lüneburg bestehende Salzmonopol in Norddeutschland zu Beginn der Industrialisierung durch die Saline Egestorffshall gebrochen wurde. Der Standort des rasch zum zweitgrößten Salzproduzenten im Deutschen Reich aufgestiegenen Unternehmens lag westlich der heutigen Güterumgehungsbahn zwischen dem Soltekamp und der Fösse im hannoverschen Stadtteil Badenstedt.

## Geschichte
Die älteste erhaltene schriftliche Überlieferung von der Entdeckung der Solequelle stammt aus dem Jahr 1639 in der Zeit des Dreißigjährigen Krieges, blieb aber lange unbeachtet. Erst 139 Jahre später, zur Zeit des Kurfürstentums Hannover, wurde die Salzquelle ein zweites Mal entdeckt, als der in Herrenhausen arbeitende Garteninspektor, Apotheker und Hofbotaniker Friedrich Ehrhart neben weiteren Mineralquellen 1778 auch die Salzquellen von Badenstedt entdeckte. Er fand dabei die Badenstedter Salzpflanzen und schloss daraus, dass dort eine Solequelle sein müsse. Darüber druckte das Hannoverische Magazin am 22. November 1722 einen Artikel unter der Überschrift „Anzeige von einigen den Hannover befindlichen Salzquellen.“ Doch der Zeitungsartikel fand seinerzeit nur wenig Beachtung und geriet bald wieder in Vergessenheit.
Anfang der 1830er Jahre noch vor dem Beginn der Industrialisierung im Königreich las Georg Egestorff, „der Sohn des legendären Kalkjohanns“ Johann Egestorff, eines Tages von den Badenstedter Salzpflanzen. Auf seinen eigenen Erkundungen am beschriebenen Ort erzählte ihm der dortige Ortsschäfer von Wassertümpeln mit Salzgeschmack; und auch manche Bauern des Dorfes klagten, dass auf dem salzhaltigen Ackerböden die angebauten Pflanzen nur kümmerlich wüchsen. Georg Egestorff wiederum beschrieb „einen schneeähnlichen Anflug von salzigem Geschmacke“.
Johann Egestorff stand einer kommerziellen Ausbeutung der Sole anfangs ablehnend gegenüber, doch eine chemische Analyse erbrachte, dass „sehr brauchbares, reines und starkes Kochsalz“ zu gewinnen war. Gegen den Willen seines Vaters Johann lieh sich Georg Egestorff „fremdes Geld“, und schloss am 12. Juli 1831 mit der Gemeinde Badenstedt einen Vertrag, durch den er auf jedem beliebigen Grundstück Proben entnehmen durfte, um – falls Salzvorkommen gefunden werden sollten – dort eine Salinenanlage zu errichten. Dem Grundbesitzer sollte dann dafür eine Pacht gezahlt werden; außerdem sollte die Gemeinde sechzig Himten Salz zur Verteilung auf die örtlichen Bauern nach einem bestimmten Verteilungsschlüssel erhalten. Egestorff begann unverzüglich mit den Bohrungen und stieß noch im November 1831 in 116 Fuß Tiefe auf eine schwache Salzlösung. Darüber ließ er eine Saline zur Salzgewinnung errichten (etwa an der Stelle des heutigen Turnvereins Badenstedt von 1891).
Rund 15.000 Taler musste Egestorff anfangs investieren, bevor er erstmals nach fünf bis sechs Jahren durch Tiefbohrungen genügend gesättigte Sole zu seinem Gradierwerk hochpumpen konnte. Nun erst konnte die Sole, nachdem sie über die Reisigbündel gerieselt war und durch die Wasserverdunstung einen noch höheren chemischen Sättigungsgrad erreichte, gewinnbringend verkauft werden.
Aus der Zeit um 1835 hat ein unbekannter Maler eine Gouache aus der Anfangszeit der Saline Egestorffshall überliefert. Sie zeigt das erst wenige Jahre alte Gradierwerk und ein kleines Siedehaus mit hohem Schornstein. Vor den Fachwerkanbauten und zwei kleinen Pumpwerken in einem ansonsten unbebauten Gebiet ist eine bespannte Pferdekutsche zu sehen. Über die wiesenartigen Grünflächen führt nur ein schmaler Trampelpfad für Wanderer zum Lindener Berg im Hintergrund, auf dem die Windmühle zu sehen ist sowie das von dem Architekten Georg Ludwig Friedrich Laves ab 1825 für Johann Egestorff erbaute Berggasthaus, das später dem Wasserhochbehälter weichen musste.
Ebenfalls noch 1835 lag die Salzausbeute bei lediglich 165 Tonnen. Erst mit einer weiteren Tiefbohrung stieß Egestorf 1838 endlich auf eine hochkonzentrierte Salzlösung.
Eine spätere Analyse ergab einen Anteil von 25,3 Prozent Natriumchlorid, sowie 1,3 Prozent verschiedener Kalium- und Magnesiumverbindungen. 
Das Gradierwerk konnte entfallen, der geringere Energieverbrauch für das Salzsieden machte das Werk endlich profitabel und noch im selben Jahr konnte eine Gesamtproduktion von 1000 Tonnen erreicht werden.
Bereits um 1840 führte ein eigenständiger Zufahrtsweg zur Saline Egestorffshall, der jedoch erst 1909 seinen heutigen Namen Am Soltekamp nach dem Flurnamen des überquerten Gebietes erhielt.
1850 produzierte die Egestorffsche Firma mit acht Siedepfannen rund 6.600 Tonnen Siedesalz, von dem ein Drittel schon in den Export ging. Zugleich war ein heftiger Konkurrenzkampf mit der Saline in Lüneburg ausgebrochen.
Die Badenstedter aber profitierten mehrfach, einerseits durch die nun stetig wachsenden Gewerbe- und Grundsteuer-Einnahmen, andererseits durch Arbeitsplätze, entweder im Dreischichtbetrieb direkt im Werk oder beim Transport des gewonnenen Salzes.
Ein besonderer Kunde war das Heilbad Limmerbrunnen, das weniger das Salz als vielmehr die durch Egestorffshall geförderte Sole benötigte, um die Nachfrage der Kurgäste nach Schwefelsolbäder befriedigen zu können.
Um auch noch die bei der Salzgewinnung anfallenden Abfallstoffe gewinnbringend nutzen zu können, gründete Georg Egestorff 1839 eine Chemische Fabrik an der Göttinger Straße, direkt neben der schon vorhandenen Egestorffschen Maschinenfabrik. Mit diesen neuen Produktionseinrichtungen für Chemikalien konnte dann auch Glaubersalz, Schwefelsäure, Salzsäure, Chlorkalk oder Zinkchlorid erzeugt werden. Die dortige Sodafabrik war bis 1855 die einzige im ganzen Königreich. Allerdings hinterließ der Chemikalienmix auch eine ganze Reihe großer, gesundheitsgefährdender Abfallstoffe. Teilweise nutzte Egestorff die hergestellten Produkte auch selbst zur weiteren Anwendung in seiner „Lindener Ultramarinfabrik“, die er 1856 an der Davenstedter Straße (in Höhe des heutigen Westschnellweges) gegründet hatte.
Auch die 1861 von Egestorff gegründete Zündhütchenfabrik am Lindener Berg (an der heutigen Bornumer Straße, Ecke Am Ihlpohl) erklärt sich aus den aus der Saline gewonnenen Chemikalien.
Nach dem Tod von Georg Egestorff im Jahr 1868 wurden alle seine die Salze gewinnenden und verarbeitenden Unternehmen zunächst zu der Aktiengesellschaft Georg Egestorff Salzwerke zusammengeschlossen.
In der nach dem Deutsch-Französischen Krieg durch die französischen Reparationszahlungen einsetzenden Hochkonjunkturphase erwarb die Aktiengesellschaft 1872 zusätzlich die zwei Jahrzehnte zuvor auf dem Gebiet von Davenstedt durch Carl Niemeyer und seinem Bruder Heinrich 1852 gegründete Saline Neuhall. Ebenfalls im Jahr 1872 wurden nun auch sämtliche von Egestorff gegründeten Unternehmen, mit Ausnahme der Maschinenfabrik Hanomag, zur AG Georg Egestorff Salzwerke und Chemische Fabriken zusammengefasst.
Um 1900 wurden rund 42.000 Tonnen verschiedener Salzsorten gewonnen. An den bis in Tiefen von 150 und 225 Metern reichenden Bohrlöchern und an nunmehr 32 Siedepfannen waren nun schon rund 200 Arbeitnehmer tätig. Anfang des 20. Jahrhunderts waren die Egestorffschen Salzwerke zum zweitgrößten Salzproduzenten im Deutschen Reich aufgestiegen. 1907 wurde dann auch der Export nach Übersee ausgeweitet.
Gegen Ende der Weimarer Republik erwarb die hannoversche Kali Chemie AG 1931 zunächst die Mehrheit der Aktien der Egestorffschen Salzwerke und brachte zur Zeit des Nationalsozialismus 1938 die Aktien unter ihre alleinige Kontrolle. Im selben Jahr erreichte die Jahresproduktion eine Auslieferung von 49.000 Tonnen Salz. Gefolgt wurde die Komplettübernahme von einer „einschneidenden Modernisierung in beiden Salinen“, die eine Steigerung der jährlichen Kapazität auf nunmehr 60.000 Tonnen zur Folge hatte.
Nach den Luftangriffen auf Hannover im Zweiten Weltkrieg, während der bei den Salzwerken jedoch lediglich die Pfannenanlagen zerstört wurden, konnte die Salzförderung schnell wiederaufgenommen werden. Lediglich Neuhall erhielt von den britischen Militärmachthabern keine Betriebserlaubnis.
Die Kali Chemie legte 1965 beide Salinen in Hannover still und verkaufte die Betriebsgrundstücke mit rund 200.000 Quadratmetern an die Stadt Hannover. Diese ließ die Werksgebäude und technischen Anlagen sowie die angeschlossene Werkssiedlung bis 1969 abbrechen.

## Sonstiges
In Badenstedt erinnern verschiedene Straßennamen an Egestorffshall, so der einst an der nach 1970 in Sportvereinsgelände aufgegangenen Straße An der Saline beginnende Salzweg, der schon um 1850 als Feldweg entstanden war, 1909 den Namen Bruchweg und 1959 seinen heutigen Namen erhielt, da er zur Saline führte. Die 1957 angelegte Straße Salzwiesen wurde laut dem Eintrag im Adressbuch der Stadt Hannover so benannt „nach der dort befindlichen Saline“.
Das Historische Museum Hannover ist im Besitz einer Fotografie von Egestorffshall um 1914 sowie einer hochaufgelösten Panoramafotografie, die ausgedehnte Industrieanlagen „um 1926“ als einen „Blick vom Lindener Berg über die Saline Egestorffshall“ zeigt.
Auch der Kulturtreff Plantage ist im Besitz zumindest eines historischen Bilddokumentes, das einen Arbeiter beim Abfüllen von 50 kg schweren Säcken vor einem Salzberg zeigt.

## Medienecho (Auswahl)
- Torsten Bachmann: Weißes Gold aus Badenstedt und Davenstedt – Geschichte der Salzgewinnung in Egestorffshall und Neuhall. In: Hallo Ahlem vom 5. Mai 2013, S. 4; herunterladbar als PDF-Dokument, zuletzt abgerufen am 30. November 2014